# Толи, Ардит
А́рдит То́ли (алб. Ardit Toli; греч. Άρντιτ Τόλι, род. 12 июля 1997, Пирей, Аттика) — албанский футболист, полузащитник албанского клуба «Динамо».

## Клубная карьера

### Ранняя карьера
Толи начал юношескую карьеру в академии «Олимпиакоса». В составе молодежной команды греческого клуба принимал участие в двух розыгрышах юношеской Лиги чемпионов (2014/15 и 2015/16), где сыграл 13 матчей и отличился 1 голевым пасом.
Также в составе молодежной команды «Олимпиакоса» принял участие в трех молодежных первенствах страны, суммарно проведя 78 матчей и отличившись голом в ворота сверстников из «Ираклиса».

### Профессиональная карьера
11 августа 2017 года он был отдан в аренду команде Футбольной лиги (на тот момент второй по значимости дивизион Греции) «Ханья Киссамикос» до 30 июня 2018 года. Дебютный матч на профессиональном уровне состоялся 21 сентября 2017 года в групповом раунде Кубка Греции 2017—2018 против «Ахарнаикоса». Толи провел на поле все 90 минут, и помог своей команде победить со счетом 1:0.
Летом 2018 года игрок стал свободным агентом и подписал с «Ханьей» полноценный контракт. Всего за клуб сыграл 49 матчей в чемпионате, отличившись 3 голами.
1 января 2020 года у Ардита закончился контракт с клубом, после чего он стал игроком клуба «Каламаты», которая также выступала в Футбольной лиге Греции (на тот момент уже третий по значимости дивизион Греции). В клубе он провел 8 месяцев, в течение которых сыграл 11 матчей в регулярном чемпионате.
2 августа того же года подписал контракт с албанской «Тираной». 19 августа дебютировал в еврокубках, выйдя на 71-й минуте матча первого раунда квалификации Лиги чемпионов против тбилисского «Динамо» вместо Элтона Кале. Выступал за столичный клуб два сезона, в течение которых сыграл 60 матчей. В составе «Тираны» стал чемпионом Албании в сезоне 2021/22.
22 августа 2022 стал игроком полтавской «Ворсклы». На следующий день дебютировал за полтавчан в матче 1 тура Премьер-лиги против луганской «Зари», выйдя в стартовом составе и проведя на поле весь матч.

## Карьера в сборной
С 2013 по 2015 год вызывался в юношеские сборные Албании, поскольку имеет албанские корни. В юношеских сборных играл под руководством Алтина Ляля и Джемаля Мустеданагича, известных, по албанским меркам, бывших футболистов. За два года выступлений сыграл 11 матчей на юношеском уровне, забил 2 гола.
В 2016 году получил вызов в молодежную сборную Албании, в составе которой играл следующие 2 года, проведя 15 матчей. В активе — 1 голевой пас в матче против сверстников из Беларуси.

## Достижения
«Ворскла»
- Финалист Кубка Украины: 2023/24